# 美国陆军第4游骑兵营
美国陆军第4游骑兵营是美国陆军在第二次世界大战之间的一个游骑兵部队，成立于1943年，撤销于1945年。

## 成立
1942年11月，盟军发起了北非登陆战，美国陆军第1游骑兵营在这场战役中表现优异，这使得美国军方高层觉得应该扩大游骑兵的规模，1943年，美国军方将第1游骑兵营扩张为第1游骑兵营、第2游骑兵营、第3游骑兵营、第4游骑兵营。

## 训练
第4游骑兵营从成立开始在威廉·奥兰多·达比的手下进行了严格的训练，第4游骑兵营在训练中还学习了英国第3突击旅的技能。

## 战斗过程
1943年7月10日，第4游骑兵营与第1游骑兵营、第3游骑兵营一起参加了西西里登陆战，第4游骑兵营在与纳粹德国与意大利王国的军队中表现优异。
1945年二战结束时，第4游骑兵营被解散。